# Mendrisio–Varese-vasútvonal
A Mendrisio–Varese-vasútvonal egy 17,7 km hosszú, normál nyomtávolságú vasútvonal az olaszországi Varese és a svájci Mendrisio között. A vonal olasz része 3000 V egyenárammal, a svájci része 15 kV 16,7 Hz-cel villamosított, fenntartója az FFS (Mendrisio-confine di stato) és az RFI (Varese-confine di stato).